# Miguel de Molinos

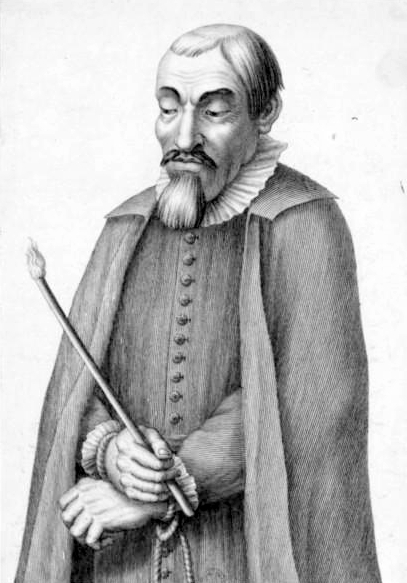
Miguel de Molinos

Miguel de Molinos (* 29. Juni 1628 in Muniesa; † 28. Dezember 1696 in Rom) war Verfasser religiöser Schriften und geistlicher Begleiter. Er galt als einer der großen spirituellen Meister des Goldenen Zeitalters in Spanien.

## Leben
De Molinos wurde 1628 in Muniesa in der spanischen Provinz Teruel geboren und starb 1696 in Rom. Im Jahre 1662 erhielt er die Priesterweihe und lebte seit 1663 in Rom. 1675 wurde Guía espiritual erstmals in Rom veröffentlicht. Bis 1681 wurde das Werk mehrfach aus dem Spanischen in verschiedenen Sprachen übersetzt und mehr als zwanzig Mal in Rom, Venedig und Palermo gedruckt. Obwohl mit einer kirchlichen Druckerlaubnis versehen, wurde die Schrift zwölf Jahre später mit einer päpstlichen Bulle verworfen und auf den Index der verbotenen Bücher gesetzt. Molinos wurde 1685 verhaftet und in einem Schauprozess zu ewigem Kerker verurteilt. Alle Bücher, deren man habhaft wurde, wurden dem Feuer übergeben. Seine Anhänger wurden von der Inquisition verfolgt, ihnen wurde Quietismus vorgeworfen. Nach elfjähriger Haft starb Molinos im Inquisitionsgefängnis.
Nach seinem Tode wurde er 1798 rehabilitiert. Die Vorwürfe gegen seine programmatischen Grundsätze wurden entkräftet. Die Indizierung seiner Bücher wurde erst mit dem Zweiten Vatikanischen Konzil aufgehoben.

## Ruhegebet
Molinos Geistiger Wegweiser nimmt bei aufmerksamer Durchsicht kirchlich gebilligte Motive der spanischen Mystik in der Tradition einer Teresa von Avila wie auch des Johannes vom Kreuz auf. Insoweit ist die anfängliche kirchliche Erlaubnis verstehbar. Den radikalen Meinungsumschwung der Amtskirche bewirkten weniger die mystischen Inhalte. Zum Problem wurden die klaren, praxisbezogenen Anleitungen, wie das empfohlene Ruhegebet, was eine große Zahl von Menschen begeisterte. Die Begeisterung und Beschäftigung vieler Menschen mit dem Ruhegebet schmälerte jedoch den Einfluss der Amtskirche und minderte die geistliche Autorität im Allgemeinen.

## Schriften
- Geistliches Weggeleit, mit einer Einführung von Mariano Delgado, übersetzt von Michael Lauble, Verlag Herder 2018, ISBN 978-3-451383-37-3
- Guía espiritual, Rom 1675; Geistiger Wegweiser. Guia espiritual. Die Praxis des christlichen Ruhegebetes. Vollständige deutsche Originalausgabe von 1732 (Gottfried Arnold) neu übertragen in eine zeitgemäße Sprache mit einer Kurzbiographie und einer Einleitung der Bearbeiter; mit einem Brief aus 1676 von Molinos an Kardinal Pietro Matteo Petrucci (1639–1701), Bischof von Jesi; AVALON-Verlag, Graz 2010, ISBN 978-3-902198-00-6.
- Breve tratado de la Communión cotidiana
- Defensa de la contemplación
- Gott spricht zur Seele, Leutesdorf, Johannes-Verlag 2001, ISBN 3-7794-1462-7.